# إيرل بلاك
إيرل بلاك (بالإنجليزية: Earl Black)‏ هو عالم سياسة أمريكي، ولد في 1942.